# NGC 4
NGC 4是一個非常黯淡的星系。它位於雙魚座，星等為15.9等，赤經為7分24.5秒，赤緯為+8°22'26"。在1864年11月29日被首次發現。